# 科约特维
科约特维 (古諾斯語: Kjǫtvi hinn auðgi ，挪威语： Kjøtve den Rike ) 是挪威小王國阿格德尔国王。科约特维曾率軍攻打金发哈拉尔。被哈拉尔击败后，科约特维逃走，他的许多盟友在战斗中阵亡。 

## 流行文化
科约特维在电子游戏刺客信条：英灵殿中是一個反派角色，他還出現在十字军之王、十字军之王II以及十字军之王III中。